# Barrage Mica
Le barrage Mica (anglais : Mica Dam) est un barrage hydroélectrique en remblai sur le fleuve Columbia, à 135 kilomètres au nord de Revelstoke, en Colombie-Britannique, au Canada. Sa construction a donné naissance au lac Kinbasket. Il doit son nom à l'abondance du mica dans les roches de la région. Le barrage Mica est le plus haut barrage du Canada et le deuxième plus haut d’Amérique du Nord après le barrage de Chicoasén au Mexique, et c’est le barrage le plus en amont du fleuve Columbia.
Achevé en 1973 sous les termes du Traité du fleuve Columbia de 1964, la centrale hydroélectrique Mica a une puissance de 1 805 mégawatts. En 2015, deux turbines supplémentaires de 500 MW chacune ont été ajoutées à l'ouvrage, portant sa puissance installée à 2 805 MW. Cette extension avait été prévue lors de la construction, avec le ménagement de l'espace nécessaire à deux turbines. 
Depuis son extension, la centrale produit 8 259 GWh d'électricité par an (moyenne annuelle 2016-2019).
Le barrage est exploité par BC Hydro.